# 馬斯利亞尼諾區
54°20′04″N 84°12′59″E / 54.33444°N 84.21639°E
馬斯利亞尼諾區（俄语：Маслянинский район），是俄羅斯的一個區，位於該國南部，由新西伯利亞州負責管轄，面積3,453平方公里，2010年人口24,438，人口密度每平方公里7.08人。